# Анненков, Михаил Николаевич
Михаи́л Никола́евич А́нненков (30 апреля (12 мая) 1835 — 9 (21) января 1899) — русский генерал от инфантерии, член Военного совета, строитель Закаспийской железной дороги.

## Биография
Из старинного дворянского рода Анненковых. Сын генерала от инфантерии Николая Николаевича Анненкова (1799—1865) и Веры Ивановны Бухариной (1813—1902)
Окончил Пажеский корпус (1853) и Николаевскую академии Генерального штаба (1858).
В 1863 году принимал участие в усмирении польского мятежа, а затем в разных комиссиях и комитетах, учреждённых под председательством Н. А. Милютина и князя В. А. Черкасского, по преобразованию Привислинского края.
В 1871 году, во время франко-прусской войны, был послан в прусскую армию. Возвратясь из командировки, издал брошюру «Заметки и впечатления русского офицера». Особое внимание уделил вопросу о применении железных дорог к военному делу, в 1867 году он напечатал в «Военном Сборнике» ряд статей по этому вопросу.
С 1869 по 1875 год состоял заведующим делами комитета по передвижению войск железной дорогой и водой.

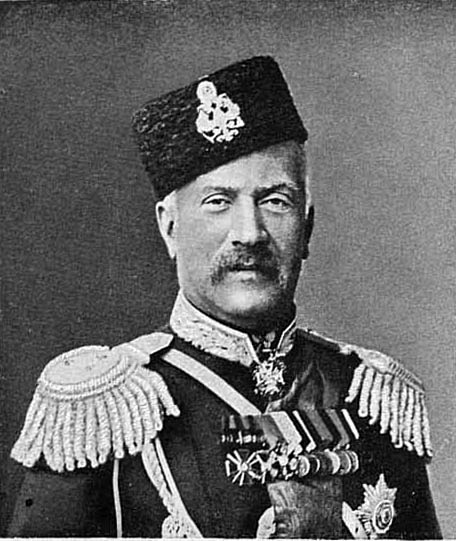
М. Н. Анненков.

В 1875 году Анненковым была представлена записка относительно состояния и силы железных дорог России. Ввиду предстоявшей войны с Турцией записка эта вызвала учреждение комиссии для исследования железнодорожного дела в России, под председательством графа Баранова. Анненков был назначен членом и управляющим делопроизводством этой комиссии.
Во время войны 1877—1878 годов и позже, до 1884 года, Михаил Николаевич был членом временного исполнительного комитета по передвижению войск. Перед ахалтекинской экспедицией на Анненкова было возложено сооружение железной дороги от Михайловского до Кизил-Арвата; затем он был назначен начальником военных сообщений Закаспийского края.
18 декабря 1880 года он был ранен при рекогносцировке Янги-Калы и вынужден оставить свою должность. Ему была поручена постройка стратегических железных дорог в Полесье. В 1886—1887 годах заведовал постройкой Самаркандского участка Закаспийской железной дороги, которая была открыта летом 1888 года. В том же году был назначен управляющим Закаспийской железной дорогой, но оставался на этой должности недолго.
В 1891—1892 годах Анненков был поставлен во главе временного особого управления общественными работами, предпринятыми правительством для помощи населению, пострадавшему от неурожая. Последние годы жизни состоял членом Военного совета (с 4 июля 1891 года) и 30 августа 1892 года был произведён в чин генерала от инфантерии.
Генерал Анненков допустил ряд финансовых злоупотреблений, раскрытие которых привело к ультиматуму со стороны военного министра А. Н. Куропаткина: "Куропаткин предложил Анненкову ликвидировать эти дела в кратчайший срок, так как иначе он о них доложит государю. Вследствие этого требования Анненков в начале 1899 года покончил с собою".
Похоронен в Санкт-Петербурге на Новодевичьем кладбище.

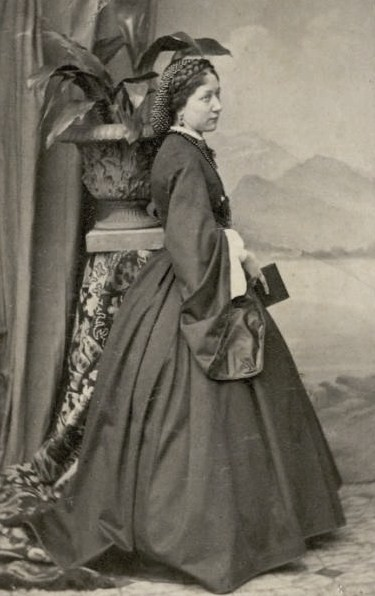
Александра Николаевна (1861).

## Семья
Был женат дважды:
1. жена с 1872 года графиня Александра Николаевна Зубова (1839—1877), фрейлина двора (1860), дочь гофмейстера графа Н. Д. Зубова и внучка графа Г. К. Реймонд-Модена. Имели двоих детей.
  - Вера Михайловна (1873 — после 1962), фрейлина, умерла в Париже.
  - Мария Михайловна (1875—1942), фрейлина, во время Первой мировой войны была сестрой милосердия и вице-председателем общества «Муравей» по снабжению бедных. Умерла в эмиграции в Париже.
2. жена графиня Елизавета фон Эстеррейх (1864—1926), дочь Людвига фон Эстеррейха (1831—1875) от брака с Матильдой Шольц (1836—1887).

## Память
В 1896 году русский поселок на пограничной реке Сумбар в Туркмении был назван в его честь — Анненковский, ныне Куруждей Махтумкулинского этрапа Балканского велаята.
Одна из центральных улиц города Асхабада, ведущая от железнодорожного вокзала на юг в сторону Гаудана и далее в иранский Баджгиран, названа в его честь. В советское время переименована в проспект Ленина, ныне Туркменбаши шаелы.
21 октября 1913 года в Самарканде возле вокзала ему был установлен памятник — на каменном постаменте бюст М. Н. Анненкова и двуглавый орёл. С приходом Советской власти бюст и орёл были демонтированы по идеологическим соображениям, и 19 сентября 1924 года на том же постаменте была установлена статуя В. И. Ленина, которая после 1991 года была заменена на изображение Герба Узбекистана.
В 1915 году его именем назван бронепоезд «Генерал Анненков», построенный 8-м железнодорожным батальоном железнодорожных войск, в которых долго служил генерал.

## Награды
- Орден Святого Владимира 4-й ст. с мечами и бантом (1863);
- Орден Святого Станислава 3-й ст. (1864);
- Орден Святой Анны 2-й ст. (1865);
- Орден Святого Владимира 3-й ст. (1867);
- Орден Святого Станислава 1-й ст. (1870);
- Орден Святой Анны 1-й ст. (1871) с короной (1873);
- Орден Святого Владимира 2-й ст. (1875);
- Орден Белого Орла (1880);
- Золотая сабля (ВП 14.06.1881);
- Орден Святого Александра Невского (1883) с бриллиантовыми знаками (1888).

Иностранные:
- прусский Орден Короны 2-й ст. со звездой (1870).
- испанский большой Крест Военных заслуг (1880);
- сербский Орден Таковского креста 2-й ст. (1880);
- персидский Орден Льва и Солнца 1-й ст. (1888);
- бухарский Орден Золотой звезды (1888);
- французский Орден Академических пальм (1888);